# Tojolabais
Os Tojolabais são um povo maia do estado mexicano de Chiapas. Eles falam tradicionalmente a língua Tojolabal.

## Densidade populacional
O povo Tojolabal está espalhado pelo estado de Chiapas, no sul do México. Acredita-se que Las Margaritas tenha o maior grupo Tojolabal, com o segundo maior em densidade populacional sendo Comitán. Ao redor dos municípios, existem 439 aldeias tojolabales nas quais reside a maior parte da população.